# Estação Patriarca-Vila Ré
A Estação Patriarca–Vila Ré é uma estação metroviária, da Linha 3–Vermelha do Metrô de São Paulo.
Esta localizada na Av. Antonio E. Carvalho, 1990, no distrito de Vila Matilde, entre os bairros da Vila Ré ao norte e Cidade Patriarca ao sul, recebendo seu nome destes bairros.
A estação foi inaugurada no dia 17 de setembro de 1988.

## Toponímia
A estação foi inicialmente batizada de Patriarca, pois foi construída ao lado da então estação de trem homônima construída na linha tronco da Central do Brasil em 1948 pela Casa Bancária Predial e Fiadora A.E.Carvalho para atender ao loteamento lançado por ela às margens da ferrovia. A antiga estação Patriarca foi extinta em 27 de maio de 2000. O nome Patriarca deriva de homenagem a José Bonifácio de Andrada e Silva.
Em 2015 o deputado José Zico Prado lançou o projeto de lei 1399 solicitando a mudança do nome da estação para Patriarca–Vila Ré. A mudança foi efetivada em 14 de dezembro de 2018, através da Lei estadual 16.872.
Segundo um estudo apresentado na Associação dos Engenheiros e Arquitetos de Metrô em São Paulo (AEAMESP), uma mudança de nome de estação desse porte custa quase R$ 620 mil (troca de placas da estação modificada, além de mapas de todas as estações, trens, etc.), razão pela qual o Metrô evita renomear suas estações, exceto por força de lei.

## Características
Estação com mezanino de distribuição sob plataforma central em superfície, estrutura em concreto aparente e cobertura espacial metálica treliçada.
Possui acesso para pessoas portadoras de deficiência física através de elevadores, rampas e passarelas. É integrada a Terminal de Ônibus Urbano.
Capacidade de até 20 mil passageiros por hora.
Área construída de 7.525 m².

## Obras de arte
A estação não faz parte do "Roteiro da Arte nas Estações" (Metrô de São Paulo).

## Tabelas
| Linha      | Terminais                                    | Estações | Principais destinos                                                                                         | Duração das viagens (min) | Intervalo entre trens (min) | Funcionamento                                                         |
| ---------- | -------------------------------------------- | -------- | --- | ------------------------- | --------------------------- | --------------------------------------------------------------------- |
| 3 Vermelha | Palmeiras–Barra Funda ↔ Corinthians–Itaquera | 18       | Barra Funda, Santa Cecília, República, Sé, Brás, Belém, Tatuapé, Penha, Vila Matilde, Artur Alvim, Itaquera | 32                        | 2                           | Diariamente, das 4h40 à 0 hora. Aos sábados, até a 1 hora de domingo. |

| Sigla | Estação           | Inauguração            | Capacidade                   | Integração               | Plataformas | Posição      | Notas                                                                  |
| ----- | ----------------- | ---------------------- | ---------------------------- | ------------------------ | ----------- | ------------ | ---------------------------------------------------------------------- |
| PCA   | Patriarca–Vila Ré | 17 de setembro de 1988 | 20 mil passageiros hora/pico | Bilhete Único da SPTrans | Central     | Semi-elevada | Estrutura em concreto aparente e cobertura espacial metálica treliçada |